# Jimmy McRae
Jimmy McRae (ur. 28 października 1943 w Lanarkshire) – szkocki kierowca rajdowy, ojciec kierowców Colina (rajdowy mistrz świata, 1995) oraz Alistera. Obecnie prowadzi firmę hydrauliczną w swoim rodzinnym mieście, Lanark.
McRae był utytułowanym kierowcą rajdowym, który w latach 1981, 1982, 1984, 1987 i 1988 zdobywał rajdowe mistrzostwo Wielkiej Brytanii. Oprócz tego z sukcesami startował także w Mistrzostwach Europy, zostając wicemistrzem kontynentu w 1982 roku. Najwyższe miejsce zajęte przez Jimmy'ego w Mistrzostwach Świata to 15. miejsce w 1983 roku.
Przez swoją długą rajdową karierę McRae jeździł w różnych zespołach rajdowych. Przez pewien czas był kierowcą zespołu rajdowego firmy Rothmans kierując Opla Mantę 400. Podczas pobytu w tym teamie partnerował takim kierowcom jak Ari Vatanen, Walter Röhrl i Henri Toivonen. Przez pewien czas jeździł także samochodem MG Metro 6R4.
Ostatnimi czasy Jimmy McRae już tylko okazjonalnie wsiada do samochodu rajdowego. Co jakiś czas bierze udział w rajdach historycznych oraz w Rajdowych Mistrzostwach Szkocji.